# Llengua amb progenitors
La llengua amb els progenitors és la llengua que els fills parlen amb els pares. Habitualment es troba força lligat amb la llengua inicial, tot i que no sempre coincideixen.
Habitualment les interaccions entre pares i fills solen convergir amb l'ús de la mateixa llengua, i en poques situacions es dona una divergència entre la llengua utilitzada per pares i fills. En situacions de contacte de llengües és comú l'existència de:
- Ús de diferent llengua amb un progenitor respecte a l'altre.
- Ús de dues o més llengües amb un mateix progenitor.
- Canvi de la llengua parlada entre progenitors i fills en els moments clau de la vida de l'infant, tals com la incorporació al sistema escolar o l'adolescència.
- Ús de diferent llengua als diferents germans.